# Anna Pogany

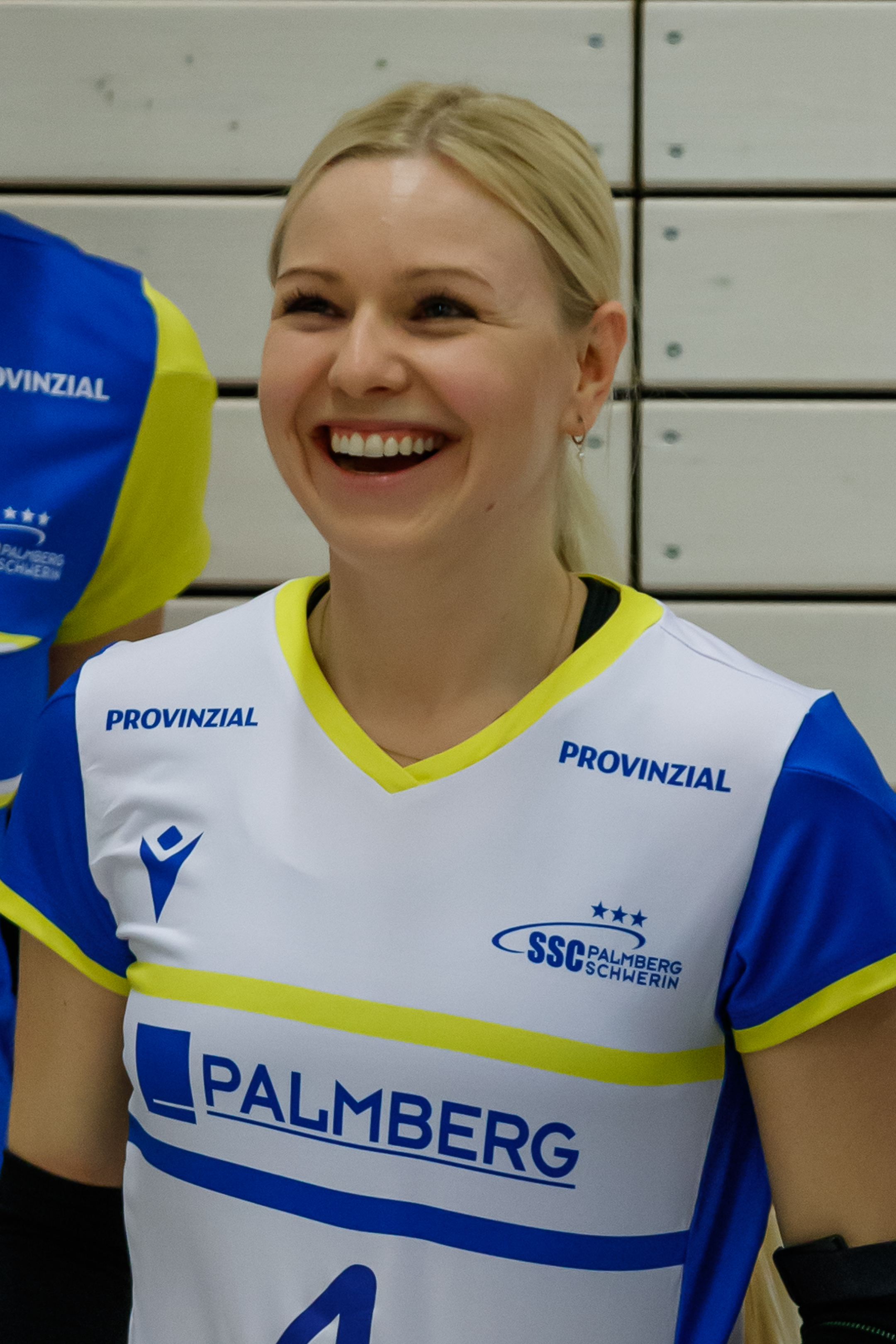
Anna Pogany zawodniczką SSC Palmberg Schwerin w sezonie 2022/2023

Anna Pogany (ur. 21 lipca 1994 w Berlinie) – niemiecka siatkarka, reprezentantka kraju, grająca na pozycji libero.

## Kariera
| Lata      | Klub                  |
| --------- | --------------------- |
| 2009–2015 | Rote Raben Vilsbiburg |
| 2015–2017 | Köpenicker SC         |
| 2017–2018 | Sm’Aesch Pfeffingen   |
| 2018–     | SSC Palmberg Schwerin |

## Sukcesy klubowe
Puchar Niemiec:
- 2014, 2019, 2021[2], 2023[3]

Liga niemiecka:
- 2014, 2019, 2024[4]

Liga szwajcarska:
- 2018

Superpuchar Niemiec:
- 2018, 2019, 2020

## Sukcesy reprezentacyjne
Volley Masters Montreux:
- 2017